# Knus
Et knus eller et kram er en næsten universel form for fysisk intimitet, hvor to mennesker sætter deres arme rundt om nakke, ryg, eller livet af hinanden og holder hinanden tæt. Det er således et eksempel på nonverbal kommunikation. Afhængigt af kultur, kontekst og forhold, kan et knus indikere fortrolighed, kærlighed, hengivenhed, venskab eller sympati. Manglen på fysisk berøring (som f.eks. et knus) kan føre til hudsult.
Hvis mere end to personer er involveret, er dette ofte omtalt som et gruppeknus eller gruppekram.

## Galleri
- Madame Vigée-Lebrun et sa fille, af Élisabeth Vigée-Le Brun,1789
- Glasagtig omfavnelse
- Et knus mellem unge mænd